# Liste von Persönlichkeiten der Stadt Peking
Die Liste der Persönlichkeiten der Stadt Peking führt die Ehrenbürger von Peking und die in der chinesischen Hauptstadt geborenen Personen auf.

## Ehrenbürger
Zum Ehrenbürger der Stadt Peking ernannt wurden folgende in alphabetischer Reihenfolge aufgeführte Personen.
- Rewi Alley (1897–1987), Schriftsteller
- Peter Chan, Regisseur und Produzent
- Cheng Yu-tung (1925–2016), Industriemagnat in Hongkong
- Manfred Durniok (1934–2003), Filmproduzent
- Hubertus Graf von Faber-Castell (1934–2007), Industriemagnat in Deutschland
- Victor Fung (Feng Guojing) (* 1946), Industriemagnat in Hongkong
- Zdzisław Góralczyk, polnischer Botschafter in Peking
- Stanley Ho (1921–2020), Industriemagnat in Macao
- Hui Jing Zi, japanisch-chinesische Medizinerin
- George Killian, Präsident des Weltverbandes der Studentensportler (FISU)
- Robert Kuok (* 1923), Industriemagnat in Hongkong
- Lee Shau-kee (1928–2025), Industriemagnat in Hongkong
- Li Ka-shing (* 1928), Industriemagnat in Hongkong
- Ma Wanqi, Präsident der Chinesischen Haupthandelsgesellschaft in Macao
- Ora Namir (1930–2019), israelische Botschafterin in Peking
- Walter Kwok Ping-sheung (1950–2018), Industriemagnat in Hongkong
- Lothar Schell, Klavierdesigner
- Michael Shapiro (* 1940), englischer Übersetzer der Werke Mao Zedongs
- Suzuki Shunichi, Gouverneur der Präfektur Tokio in Japan
- Tsang Hin-chi, Industriemagnat in Hongkong
- Henry Fok Ying Tung (1923–2006), Industriemagnat in Hongkong

## Söhne und Töchter der Stadt
Geboren in Peking sind folgende in alphabetischer Reihenfolge aufgeführte Personen.

### A
- Ai Weiwei (* 1957), Konzeptkünstler, Bildhauer und Kurator

### B
- Bai Yang (1920–1996), Schauspielerin
- Bei Dao (* 1949), Schriftsteller

### C
- Cao Yuan (* 1995), Wasserspringer
- Chang Hao (* 1997), Synchronschwimmerin
- Chang Si (* 1986), Synchronschwimmerin
- Mey Lan Chao (* 1970), deutsche Schauspielerin
- Joyce Chen (1917–1994), chinesische Köchin, Gastronomin, Autorin, Fernsehpersönlichkeit und Unternehmerin
- Chen Kaige (* 1952), Regisseur
- Chen Ran (* 1962), Schriftstellerin
- Chen Xiaoyong (* 1955), Komponist
- Chen Zimeng (* 1997), Eishockeyspieler
- Cheng Congfu (* 1984), Automobilrennfahrer
- Chenghua (1447–1487), achter Kaiser der Ming-Dynastie
- Nien Cheng (1915–2009), US-amerikanische Schriftstellerin
- Chia-Chiao Lin (1916–2013), sino-amerikanischer Physiker und Mathematiker
- Ching Ling Foo (1854–1922), Jongleur und Zauberkünstler
- Chongzhen (1611–1644), letzter Kaiser der Ming-Dynastie
- Cixi (1835–1908), Kaiserinwitwe
- Cui Jie (* 1998), chinesischer Tennisspieler
- Cui Jian (* 1961), chinesischer Rockmusiker

### D
- Daoguang (1782–1850), sechster Kaiser der Qing-Dynastie
- Deng Rong (* 1950), Unternehmerin und Schriftstellerin
- Der Ling (1885–1944), chinesisch-US-amerikanische Autorin
- Ivan Desny (1922–2002), französisch-deutscher Schauspieler russisch-schwedischer Herkunft
- John Dobson (1915–2014), US-amerikanischer Amateurastronom
- Duo Duo (* 1951), Schriftsteller

### F
- Zacharias Falkenberg (* 1987), deutscher Komponist, Dirigent und Musiker
- Feng Kun (* 1978), Volleyballspielerin
- Feng Mengbo (* 1966), Video- und Installationskünstler
- Feng Xiaogang (* 1958), Regisseur
- Feng Yu (* 1999), Synchronschwimmerin
- Fu Biao (1963–2005), Schauspieler
- Michael Fu Tie-shan (1931–2007), Bischof von Peking der chinesischen Staatskirche Chinesische Katholisch-Patriotische Vereinigung

### G
- Hui-wen von Groeling-Che (* 1944), emeritierte Professorin für chinesische Literatur, Übersetzerin, Kunsthistorikerin und Autorin
- Guangxu (1871–1908), zehnter Kaiser der Qing-Dynastie
- Gu Beibei (* 1980), Synchronschwimmerin
- Gu Cheng (1956–1993), Poet, Essayist und Romanautor
- Simone Guillissen-Hoa (1916–1996), belgische Architektin

### H
- Gottfried Haas (1943–2016), deutscher Diplomat
- Han Dongfang (* 1963), Arbeiteraktivist und Gewerkschafter
- He Kexin (* 1994), Turnerin
- Hongzhi (1470–1505), neunter Kaiser der Ming-Dynastie
- Hu Jia (* 1973), Bürgerrechtler und Umweltaktivist
- King Hu (1932–1997), Filmregisseur und Drehbuchautor
- Hu Xijin (* 1960), Journalist

### J
- Jiaqing (1760–1820), fünfter Kaiser der Qing-Dynastie
- Li Jie (* 1979), Fußballspielerin
- Jingtai (1428–1457), siebenter Kaiser der Ming-Dynastie
- Shang Juncheng (* 2005), Tennisspieler
- Rosa Jung (1908–1995), deutsch-chinesische Theater- und Filmschauspielerin

### K
- Kangxi  (1654–1722), zweiter Kaiser der Qing-Dynastie
- Kawashima Yoshiko (1907–1948), Mandschu-Prinzessin und Spionin im Dienst der japanischen Kwantung-Armee und des Staates Mandschukuo

### L
- Sun Laiyan (* 1957), Politiker
- Lang Ping (* 1960), Volleyballspielerin und -trainerin
- Lao She (1899–1966), Schriftsteller
- Christoph Lehmann (1947–2024), deutscher Komponist und Musiker
- Kou Lei (* 1987), ukrainischer Tischtennisspieler chinesischer Herkunft
- Li Ang (* 1981), Go-Spieler
- Jet Li (* 1963), Schauspieler
- Li Jiaman (* 1997), Bogenschützin
- Li Jia Wei (* 1981), singapurische Tischtennisspielerin
- Li Lili (1915–2005), Schauspielerin
- Li Dawei (* 1963), Schriftsteller
- Li Xiaoran (* 1978), Schauspielerin
- Li Xueqin (1933–2019), Gelehrter, Historiker und Leiter des Forschungsinstituts für Kulturwissenschaften der Qinghua-Universität
- Li Ye (1192–1279), Mathematiker
- Li Zhisui (1920–1995), Mediziner, einer der zahlreichen Ärzte von Mao Zedong
- Lin Meimei (* 1997), Beachvolleyballspielerin
- Liu Baiyu (1916–2005), Schriftsteller und Kulturpolitiker
- Liu Cixin (* 1963), Schriftsteller
- Liu Jia (* 1982), österreichische Tischtennisspielerin chinesischer Herkunft
- Liu Suola (* 1955), Komponistin, Autorin und Musikerin
- Liu Wanting (* 1989), Tennisspielerin
- Liu Xiaobo (* 1984), Taekwondoin
- Liu Yuchen (* 1995), Badmintonspieler
- Long Jinbao (* 2000), Sportkletterer
- Longqing (1537–1572), zwölfter Kaiser der Ming-Dynastie
- Lou Jiwei (* 1950), Politiker, Vizepräsident des Staatsrats und Finanzminister Chinas
- Lu Hao (* 1969), Künstler
- Lü Jiamin (* 1946), Schriftsteller
- Lisa Lu (* 1927), amerikanische Schauspielerin chinesischer Herkunft
- Luhan (* 1990), Sänger, Schauspieler und bis 2014 Mitglied der Boygroup Exo

### M
- Ma Yanhong (* 1963), Turnerin
- Siegfried Maeker (* 1938), deutscher Musikproduzent und Konzertveranstalter
- Mei Lanfang (1894–1961), Peking-Oper-Darsteller
- Miao Tian (* 1993), Ruderin
- Marguerite Müller-Yao (1934–2014), chinesisch-deutsche Malerin und Kunsthistorikerin

### P
- Carl Pei (* 1989), schwedischer Unternehmer
- Andrei Poljanin (* 1951), russischer Mathematiker
- Alexei Puschkow (* 1954), russischer Politiker
- Puyi (1906–1967), zwölfter Kaiser der Qing-Dynastie

### Q
- Qianlong (1711–1799), vierter Kaiser der Qing-Dynastie
- Qin Liang (* 1979), Fußballschiedsrichterin

### R
- Rabban Bar Sauma (1220–1294), Nestorianermönch
- Rachel Ren (* 1973), australische Synchronschwimmerin
- Fe Reichelt (als Friederun Grimm; 1925–2023), deutsche Tänzerin, Choreographin und Tanztherapeutin
- Ren Liping (* 1978), Fußballspielerin

### S
- Shan Sa (* 1972), französische Schriftstellerin und Malerin chinesischer Herkunft
- Shang Juncheng (* 2005), Tennisspieler
- Shao Jiayi (* 1980), Fußballspieler
- Dean Shek (1949–2021), Schauspieler, Filmproduzent und Regisseur
- Shi Ming (* 1957), chinesisch-deutscher Journalist und Publizist
- Jin-Song von Storch (* 1961), deutsche Meteorologin und Klimatologin
- Sun Daolin (1921–2007), Schauspieler und Filmregisseur
- Sun Shengnan (* 1987), Tennisspielerin

### T
- Teng Haibin (* 1985), Turner
- Tian Zhuangzhuang (* 1952), Filmregisseur
- Tongzhi (1856–1875), neunter Kaiser der Qing-Dynastie

### W
- Wang Chiu-Hwa (1925–2021), taiwanesische Architektin und Hochschullehrerin
- Wang Dulu (1909–1977), Schriftsteller
- Wang Meng (* 1934), Schriftsteller
- Wang Tao (* 1967), Tischtennisspieler
- Wang Yi (* 1953), seit 2013 chinesischer Außenminister
- Wang Zhizhi (* 1977), Basketballspieler
- Wanli (1563–1620), dreizehnter Kaiser der Ming-Dynastie
- Yuja Wang (* 1987), Pianistin
- Faye Wong (* 1969), Sängerin und Schauspielerin
- Wei Jingsheng (* 1950), Dissident
- Ray Wu (1928–2008), Molekularbiologe und Genetiker

### X
- Xiao Ruoteng (* 1996), Turner
- Xiaojia Xu, Cellistin
- Xiaoliang Sunney Xie (* 1962), Biochemiker
- Xie Jun (* 1970), Schachweltmeisterin
- Xu Jinglei (* 1974), Schauspielerin, Regisseurin und Redakteurin
- Xuande (1399–1435), fünfter Kaiser der Ming-Dynastie

### Y
- Riken Yamamoto (* 1945), japanischer Architekt
- Yang Chen (* 1974), Fußballspieler
- Yang Ling (* 1972), Sportschütze
- Yang Pu (* 1978), Fußballspieler
- Yang Xiaoxin (* 1988), chinesisch-monegassische Tischtennisspielerin
- Xiao Yaqing (* 1959), Politiker
- Ying Ruocheng (1929–2003), Schauspieler und Politiker
- Yiyun Li (* 1972), chinesisch-US-amerikanische Autorin
- Yongzheng (1678–1735), Kaiser der Qing-Dynastie
- Yu Xinyuan (* 1985), Tennisspieler

### Z
- Zao Wou-Ki (1920–2013), französisch-chinesischer Maler
- Zhai Chao (* 1971), Handballspielerin
- Ann Zhang (* 1957), Shorttrack-Trainerin
- Zhang Jiaqi (2004), Wasserspringerin
- Zhang Jie (1937–2022), Schriftstellerin
- Zhang Li (* 1976), Handballspielerin
- Zhang Lin (* 1987), Schwimmer
- Zhang Nan (* 1990), Badmintonspieler
- Zhang Xiaohuan (* 1980), Synchronschwimmerin
- Zhang Xiaoyu (* 1983), Kugelstoßerin
- Zhang Yining (* 1981), Tischtennisspielerin
- Zhang Youdai (* 20. Jh.), DJ und Musikproduzent
- Zhang Youxia (* 1950), General
- Zhang Ziyi (* 1979), Schauspielerin
- Zhengde (1491–1521), elfter Kaiser der Ming-Dynastie
- Zhengtong (1427–1464), sechster Kaiser der Ming-Dynastie
- Zhou Yi (* 2005), Tennisspieler
- Zhu Fang (* 1976), spanische Tischtennisspielerin chinesischer Abstammung
- Zhu Xueying (* 1998), Trampolinspringerin
- Zhuang Zedong (1940–2013), Tischtennisspieler und achtfacher Weltmeister